# Léo Delibes
Clément Philibert Léo Delibes (wym. [dəlib]; ur. 21 lutego 1836 w Saint-Germain-du-Val, obecnie część La Flèche (w departamencie Sarthe) we Francji, zm. 16 stycznia 1891 w Paryżu) – francuski kompozytor baletu, opery oraz innych dzieł scenicznych.

## Życiorys
Jego ojciec był listonoszem, matka zaś utalentowaną amatorską muzyczką, a dziadek śpiewakiem operowym. Z powodu przedwczesnej śmierci ojca wychowany był przez matkę oraz wuja. W roku 1871, w wieku 35 lat ożenił się z Léontine Estelle Denain. Delibes zmarł 20 lat później w 1891, pochowany został na cmentarzu Montmartre w Paryżu.
Od 1847 studiował w Konserwatorium Paryskim harmonię i kompozycję, grę na fortepianie i organach oraz solfeż, był studentem Adolfa Adama. Również dzięki jego poparciu otrzymał posadę organisty w kościele św. Piotra w Chaillot. W roku 1863 został akompaniatorem, a w 1865 drugim kierownikiem chóru przy Operze paryskiej. W roku 1870 w Operze paryskiej z wielkim sukcesem wystawiono jego balet Coppélia (na podst. E.T.A. Hoffmanna, Piaskun). W 1880 roku objął profesurę kompozycji w Konserwatorium Paryskim. 14 kwietnia 1883 roku w Opéra-Comique odbyła się prapremiera jego opery Lakmé, która w późniejszym okresie podbiła wiele scen i oper na całym świecie. W 1884 został członkiem Académie des Beaux-Arts, w tym samym roku objął również wyższy kurs kompozycji. Najsilniejszym akcentem polskim w twórczości Delibes'a miała być umiejscowiona na Pokuciu opera Kassya („Kasia”), niestety, pracę nad nią przerwała śmierć kompozytora, zaś dzieło dokończył Jules Massenet.

## Dzieła
- Balet:

La Source (1866)
Valse ou Pas de Fleurs do Le Corsaire Adolphe Adama (1867)
Coppélia (1870)
Sylvia (1876)
- Opera:

Maître Griffard (1857)
Monsieur de Bonne-Etoile (1860)
Les Musiciens d'Orchestre (1861; wraz z Offenbachem, Erlangerem i Hignardem)
Le Jardinier et son Seigneur (1863)
Le Boeuf Apis (1865)
Malbrough s'en va-t-en Guerre (1867; tylko IV akt)
La Cour du Roi Pétaud (1869)
Fleur-de-lys (1873)
Le Roi l’a Dit (1873)
Jean de Nivelle (1880)
Lakmé (1883)
Kassya (1893)
- Operetka:

Deux sous le Charbon ou Le Suicide de Bigorneau (1856)
Deux Vieilles Gardes (1856)
Six Demoiselles à Marier (1856)
L'Omelette à la Follembuche (1859)
Les Eaux d'Ems (1861)
Mon Ami Pierrot (1862)
Le Serpent à Plumes (1864)
L'Ecossais de Chatou (1869)
- Inne:

La Tradition. Prolog (1864)

## Media
- W przypadku problemów z odtwarzaniem zobacz instrukcję obsługi